# Class Brutáls
Class Brutáls är ett album med USCB Allstars från 2001.

## Låtlista
1. "Give In - Give Up" - 2:58
2. "Honesty Is Nothing" - 4:18
3. "What's Wrong With Me" - 2:59
4. "Come Home" - 3:41
5. "One Dollar" - 4:58
6. "Bad Idea" - 3:21
7. "Business or Pleasure" - 3:48
8. "12 Steps" - 4:02
9. "Kids" - 3:34
10. "You Got to Go!" - 2:47
11. "Never Better" - 4:21
12. "Labba Labba" - 3:35
13. "Mr. Sweet Talker" - 3:48
14. "Hate Dem Guys" - 3:57
15. "Dub Dem Guys" - 2:45